# Cytosine
Cytosine (đọc là xi-tô-zin, kí hiệu là C hoặc X) là một trong năm loại nucleobase chính dùng để lưu trữ và truyền đạt thông tin di truyền trong tế bào, cụ thể là trong các nucleic acid DNA và RNA. Là một chất dẫn xuất của pyrimidine, cytosine có một vòng thơm dị gắn với hai nhóm thế (một nhóm amine ở vị trí 4 và một nhóm xeton ở vị trí 2). Nucleoside chứa cytosine gọi là cytidine. Trong các cặp base Watson-Crick, nó tạo 3 liên kết hiđrô với guanine.
Cytosine được khám phá năm 1894 trong mô tuyến ức bê. Cấu tạo phân tử được đề xuất năm 1903, sau đó được tổng hợp trong phòng thí nghiệm (và tái khẳng định) cùng năm.
Gần đây, cytosine còn được dùng trong tin học lượng tử. Lần đầu tiên các đặc tính lượng tử được ứng dụng để xử lý thông tin là vào tháng 8 năm 1998 khi các nhà nghiên cứu tại Oxford bổ sung thuật toán David Deutsch vào 2 qubit NMRQC (Nuclear Magnetic Resonance Quantum Computer - máy tính lượng tử cộng hưởng từ nhân) trên nền tảng phân tử cytosine.
Cytosine có thể được tìm thấy như là một phần của DNA, RNA, hoặc như là một phần của một nucleotide. Như cytosine triphosphate (CTP), nó có thể hoạt động như một yếu tố của enzyme, và có thể chuyển một phosphate để chuyển đổi adenosine diphosphate (ADP) để trở thành adenosine triphosphate (ATP).
Trong DNA và RNA, cytosine bắt cặp với guanine. Tuy nhiên, cytosine có thuộc tính không ổn định, và có thể bị chuyển thành uracil (deamination tự phát). Điều này có thể dẫn đến một đột biến điểm nếu không được sửa chữa bởi enzyme sửa chữa DNA.
Cytosine có thể được methyl hóa thành 5-methylcytosine bởi enzymes DNA methyltransferase.